# Herb Pennock
Herbert Jefferis Pennock (Kennett Square, 10 febbraio 1894 – New York, 30 gennaio 1948) è stato un giocatore di baseball e allenatore di baseball statunitense che ha giocato nel ruolo di seconda base nella Major League Baseball (MLB). È stato introdotto nella National Baseball Hall of Fame nel 1948.

## Carriera
Pennock giocò nella Major League Baseball dal 1912 al 1934 ed è noto in particolare per le sue annate con i New York Yankees, una squadra ricca di stelle, sul finire degli anni venti e l'inizio degli anni trenta.
Connie Mack firmò Pennock per i suoi Philadelphia Athletics nel 1912. Dopo averlo utilizzato sporadicamente ed avere messo in dubbio il suo temperamento competitivo, Mack cedette Pennock ai Boston Red Sox nel 1915, con cui vinse subito le World Series, le sue secondo dopo il titolo nel 1913 con gli A's. Dopo avere fatto ritorno dal servizio militare nel 1919, Pennock divenne uno dei giocatori più affidabili dei Red Sox. Gli Yankees lo acquisirono dopo la stagione 1922 e divenne un membro chiave di una squadra che vinse quattro World Series durante la sua permanenza. Dopo il ritiro, Pennock lavorò come assistente allenatore e come direttore del vivaio dei Red Sox, oltre che come general manager dei Philadelphia Phillies.
Pennock è considerato uno dei migliori lanciatori mancini della storia del baseball. Mack in seguito definì la sua cessione ai Red Sox come il suo più grande errore.

## Palmarès
- World Series: 6

Philadelphia Athletics: 1913
Boston Red Sox: 1915
New York Yankees: 1923, 1927, 1928, 1932